# Акты Московского государства 1562 года
Царствование: 1533—1584 — Иван IV Васильевич Грозный

## Акты Московского государства 1562 года
- Январь — царская жалованная грамота Переславскому Феодоровскому монастырю о судном сроке.
- 29 января — ввозная грамота дьяков Угримова Василия Степановича и Ананьина Леонтия Головину Фёдору Дмитриевичу на деревни Песок, Заболотье и другие с починками в Высоцком погосте Шелонской пятины.
- 12 марта — царская богомольная грамота в Троице-Сергиев монастырь по случаю войны с Крымом и Польшею (прим. Русско-литовская война 1561-1570).
- 16 марта — жалованная кормленая грамота царя Ивана Васильевича Евтифею Дорофееву сыну Константиновича Бахметова на волость Собакино Арзамасского уезда под Андреевым Тарасом.
- 16 августа — отдельная выпись писцов Борисова Василия Никитича и Дубенского Ильи Никифоровича Пустошкину Богдану Семёновичу на деревни Семёново, Тюшково и другие с пустошами в Дегожском (?) погосте Шелонской пятины.
- 20 сентября — ввозная грамота Юрьевым: Беклемишу, Молчану, Михаилу и Истоме с племянниками Соймановыми: Мурзой и Иваном Степановичам на село Васильевское с деревнями и починками в волости Темна Серпуховского уезда.
- Октябрь — сотная из писцовых книг на Переславскую рыболовную волость.
- 16 октября — отдельная выпись писцов Борисова Василия Никитича и Дубенского Ильи Никифоровича Шаблыкиным: Никите и Василию Пятого на деревни Маковище, Зубиха и другие в Белосельском погосте Шелонской пятины.
- 1562/63 — запись-обязательство Гребенкина Данилы Ивановича Палицыну Ломану Ивановичу о неотчуждении ранее заложенных деревни Толстоухово и четверти пустоши Новосёлки Заволстинской слободы Кашинского уезда.